# Distretto di Bacho
Il distretto di Bacho (in thailandese: บาเจาะ) è un distretto (amphoe) della Thailandia, situato nella provincia di Narathiwat.